# لجنة حقوق الطفل
لجنة حقوق الطفل (بالإنجليزية: Committee on the Rights of the Child)‏ كما تعرف اختصاراً (بالإنجليزية: CRC)‏ مجموعة من الخُبراء المُستقلين يقومون بمتابعة وتقديم تقارير عن مدى تنفيذ الدول المُصادقة على اتفاقية حقوق الطفل من الأمم المتحدة. وترصد اللجنة أيضا تنفيذ البروتوكول الاختياري بشأن إشراك الأطفال في النزاعات المسلحة (OP-AC) والبروتوكول الاختياري بشأن بيع الأطفال وبغاء الأطفال والمواد الإباحية عن الأطفال (OP-SC).